# غرمبوند (كورنوال)
غرمبوند (بالإنجليزية: Grampound)‏ هي قرية و أبرشية مدنية تقع في المملكة المتحدة في كورنوال. يقدر عدد سكانها بـ 654 نسمة .